# ولی (اوهایو)
ولی (به انگلیسی: Valley) یک منطقهٔ مسکونی در ایالات متحده آمریکا است که در شهرستان کلمبیانا، اوهایو واقع شده‌است. ولی ۳۵۱ متر بالاتر از سطح دریا واقع شده‌است.